# Solero (gelato)
Solero è un marchio di gelati di proprietà di Unilever, distribuito in Italia da Algida. In alcune nazioni, come per esempio l'Iran, è conosciuto col nome di Salar. Il prodotto è stato lanciato sul mercato britannico nel 1994 e nel 1995 nel resto del mondo.

## Descrizione
Il Solero originale era un gelato su stecco al gusto di vaniglia ricoperto da un sorbetto ai frutti esotici. Nella versione attualmente commercializzata anche il gelato all'interno ha gusto di frutta.
In alcune varianti (come nel caso del Solero Ice) la parte esterna non è un sorbetto ma un ghiacciolo. L'unica variante sul tema è stata rappresentata dai Solero Shots, prodotti nel 1999, che erano costituiti da una confezione in plastica, in cui all'interno si trovavano della palline di ghiaccio al sapore di frutta. La variante Solero Smoothie, lanciata nel 2007, si rifà ad un gelato creato negli Stati Uniti negli anni venti.

## Varianti
Di seguito alcune delle varianti prodotte del Solero.
- Solero Exotic – frutta esotica (1996)
- Solero Red Fruits – fragola e lampone (1996)
- Solero Shots – vari gusti (1999)
- Solero Ice – fragola e limone (2000)
- Solero Smoover – frutti esotici (2002)
- Solero Orange Fresh – arancia (2006)
- Solero Smoothie – fragola e banana (2007) / more e banana (2007)
- Solero Fruity – melone e ananas (2006)
- Solero Berry Berry – frutti di bosco (2010)